# Deutscher Redner für Recht und Freiheit
Der Deutsche Redner für Recht und Freiheit war eine in den Jahren 1849 und 1850 in Bochum erschienene Zeitung, die im Folioformat jeden Mittwoch und Samstag erschien und während des Jahres 1849 vom Bochumer Buchhändler Friedrich Endemann herausgegeben und bei J. Bauer in Recklinghausen gedruckt wurde.
Immer wieder versuchte der „Redner“, seine politische Position durch Abgrenzung nach rechts und nach links zu umreißen. Dass dadurch lediglich eine grobe Einordnung vorgenommen wurde, lag wohl daran, dass es für das Blatt in der Hauptsache nur ein grundsätzliches Anliegen gab. Dies war der Einsatz für ein konstitutionelles, vom Volke gewolltes (= demokratisches) Königtum, wobei mehrfach England und Belgien als Beispiel dienten. Eine Abschaffung der Monarchie wurde dementsprechend nirgends ernsthaft diskutiert, eine Republik nur dort für möglich gehalten, wo wie z. B. in den nordamerikanischen Bundesstaaten bei der Bildung der Staatsform keine Fürsten vorhanden waren. Andernfalls, also auch in Deutschland und Preußen, müssten sie im System untergebracht werden und ihnen eine Funktion zugewiesen werden. Rechts vom „Redner“ stand der Absolutismus, der der Monarchie, beruhend auf göttlichem Recht, Privilegien und Vorzüge zugesteht, der „nichts für das Volk will, alles für sich will und zu allem gegen das Volk entschlossen ist.“ Auf der linken Seite standen die Republikaner, die man für Anarchisten und Irrealisten hielt.
Am Ende des Jahres 1849 kündigte der „Redner“ seine Fusion mit dem „Rheinisch - Westphälischen Courier“ an, der seit 1849 von dem Buchhändler Albert Fries in Hattingen herausgegeben wurde. Die beiden Zeitungen sollten vereinigt werden, um wirkungsvoller gegen die Reaktion und für „den endlichen Sieg der guten Sache“ unter Beibehaltung der in den Programmen ausgesprochenen Grundsätze kämpfen zu können. Als „Vereinigter deutscher Redner und Rheinisch-Westphälischer Courier“, kurz „Redner-Courier“ genannt, setzte der „neue“ Redakteur Albert Fries ab dem 1. Januar 1850 das Blatt in gleicher inhaltlicher und äußerer Form fort. Im Sommer 1850 kam es zur Einstellung des „Vereinigten Deutschen Redners und Rheinisch-Westphälischen Couriers“. Nach der Preußischen Presseverordnung vom 5. Juni 1850 wurde die Herausgabe einer politischen Zeitung oder Zeitschrift von der Stellung einer Kaution abhängig gemacht. Versuche von Fries, die Kautionssumme aufzubringen, scheiterten.    